# Бузјаш
Бузјаш (рум. Buziaş) град је и локална самоуправа, која припада жупанији Тимиш у Републици Румунији. Град Бузјаш обухвата и насељена места Бакова и Силађу.

## Положај насеља
Град Бузјаш се налази у источном, румунском Банату. Насеље се налази у источном делу Баната, 35 km источно до Темишвара, ка Лугошу. Насељски атар је брежуљкастог карактера, на приблино 130 m надморске висине.

## Прошлост
По "Румунској енциклопедији" место је познато још у римском добу као "Ахибис". Први писани траг сеже у 1072. годину. Од 1811. године креће се употреба минералне воде за лечење. Већ 1816. године уређени су први извори да би даљом изградњом Бузјаш 1839. године био проглашен за бању.
Од значаја је Парк Бузјаш познат по ретким врстама дрвећа.
Аустријски царски ревизор Ерлер је 1774. године констатовао да место припада Тамишком округу, Чаковачког дистрикта. Становништво је претежно влашко. Када је 1797. године пописан православни клир у Бузијашу су била два свештеника, Румуна. Пароси, поп Замфир Поповић (рукоп. 1780) и поп Јанош Брату (1794) говорили су само румунским језиком.
Почетком 20. века у месту живи 25 Срба.

## Становништво
По последњем попису из 2002. општина Бузјаш је имала 7.714 становника., од чега Румуни чине 86,5%, Мађари 4,7%, Немци 4,6% и Роми 2,4%. Последњих деценија број становништва расте.

## Галерија
- Положај града Бузјаш на територији жупаније Тимиш